# Fagocit
Fagociti so celice organizma, ki so zmožne fagocitoze, s čimer pogoltnejo, prebavijo in uničijo tuje delce v organizmu, na primer mikroorganizme, propadle telesne celice ... 
Ločimo dve glavni skupini fagocitov:
- makrofage, kamor sodijo tudi monociti,
- mikrofage oziroma granulociti; med njimi izkazujejo fagocitno dejavnost zlasti nevtrofilci.